# Bernardo López García
Bernardo López García (Jaén, 11 de diciembre de 1838-Madrid, 15 de noviembre de 1870) fue un poeta español.

## Biografía
Fue el segundo de seis hermanos en una familia dedicada al comercio. Inició sus estudios en el Instituto de la calle Compañía de Jaén (actual edificio del Conservatorio de Música), pero en 1850 se trasladó a Granada e ingresó en el Colegio de San Bartolomé y Santiago para proseguir con el bachillerato y la carrera de Derecho; no hay datos sin embargo que confirmen que terminó el bachillerato o inició la carrera. Publicó sus primeros trabajos en Recreo de la Juventud (1857) de Jaén y a finales de 1858 se encontraba en Madrid, donde publicó su oda "Asia" en el periódico republicano La Discusión (1859), así como la oda "Europa y Siria" en La América (1860). Pasó sin embargo desapercibido hasta que en 1866 publicó en El Eco del País, donde era redactor, su celebérrima oda patriótica "El dos de mayo", que obtuvo tan formidable éxito, difusión y popularidad que desde entonces Bernardo López García fue conocido como "El cantor del Dos de Mayo", oscureciéndose injustamente toda su obra anterior y posterior, llegando a ser proverbial el recitado de su primera estrofa:

Oigo, patria, tu aflicción 
 y escucho el triste concierto 
 que forman, tocando a muerto, 
 la campana y el cañón...

Antimonárquico y de tendencias revolucionarias, participó en la sublevación de Loja, lo que le valió ser apartado del Romancero de Jaén que se preparó con motivo de la visita de Isabel II. No perdió contacto con Jaén, donde a primeros de 1860 mantuvo relaciones amorosas con Patrocinio Padilla, joven jiennense, con la que tuvo una hija, María de la Aurora. En 1861 pronunció su Discurso sobre la poesía en la Real Sociedad de Amigos del País de Jaén. En 1865 se casó con Patrocinio, que falleció tres años más tarde. Meses después Bernardo se enamoró apasionadamente de Concha López, hija de su amigo y editor el impresor Francisco López, que se opuso frontalmente al casamiento por la indigencia del pretendiente. En 1867 publicó en Jaén a su costa la primera edición de sus Poesías, que apenas se vendió; la miseria y las privaciones arruinaron su salud. A mediados de 1868 marchó a Madrid pero su activismo político le llevó a desplazarse por tierras andaluzas, particularmente por las provincias de Jaén, Córdoba y Sevilla. Falleció en Madrid el 15 de noviembre de 1870. 
La segunda edición, póstuma, apareció en 1880 con diez poesías más; la tercera, de 1908, es prácticamente una reedición de la segunda. Al frente de las tres ediciones figura un prólogo de su amigo, el poeta coterráneo suyo Juan Antonio Viedma, donde la amistad prevalece sobre la imparcialidad crítica e incluso el rigor biográfico. Juan Jiménez Fernández reunió catorce poemas más, extraídos de publicaciones periódicas y antologías. Los restos del poeta jiennense fueron trasladados a su ciudad natal en 1899 tras largos e infructuosos intentos previos que chocaron con tibiezas, rechazos e incomprensiones según las circunstancias políticas del momento. Fue el general Primo de Rivera quien organizó un homenaje nacional a su memoria.

## Obras
- Poesías, Jaén, 1867, 1880, 1908.
- "Quien nace en un alcázar...", en Obsequios poéticos a la Virgen de la Capìlla, 1860.